# Puff Kuo
Puff Kuo (en chino tradicional, 郭雪芙; pinyin, Guō Xuěfú) es una actriz,
cantante, modelo taiwanesa y la integrante más joven del conocido grupo femenino taiwanés Dream Girls.

## Biografía
Kuo habla mandarín, taiwanés, coreano básico e inglés básico.
Es amiga del actor Steven Sun.

## Carrera
Hizo su debut en la actuación en 2011 en el idol drama Inborn Pair  interpretando al personaje secundario Li Er (黎兒).
En el 2013,  ella lidera la lista de las 100 Mujeres más Sexy en el Mundo de FHM Taiwán. Kuo mantuvo su título cuando en el 2014 fue una vez más elegida entre las 100 Mujeres más Sexy por FHM Taiwán.
En el 2015, nuevamente lideró la lista de las 100 Mujeres más Sexy en el Mundo de FHM Taiwán.

## Filmografía

### Series de televisión
| Año | Título | Personaje | Notas |
| --- | ------ | --------- | ----- |
| -   | Zhaoge | Yan Jiu   |       |